# Ruslands fodboldforbund
Rossijski Futbolny Sojus (RFS) er Ruslands nationale fodboldforbund og dermed det øverste ledelsesorgan for fodbold i landet. Det administrerer Ruslands Premier League og fodboldlandsholdet og har hovedsæde i Moskva.
RFS blev dannet i 1912, men fra Oktoberrevolutionen i 1917 til Sovjetunionens opløsning i slutningen af 1991 blev fodbold i landet organiseret af USSR's fodboldforbund.

## Ekstern henvisning
- RFS.ru

| Fodbold | Spire Denne artikel om en fodboldorganisation er en spire som bør udbygges. Du er velkommen til at hjælpe Wikipedia ved at udvide den. |